# Magatzem Pipó
El Magatzem Pipó és una obra modernista de Cervera (Segarra) protegida com a Bé Cultural d'Interès Local.

## Descripció
Situat a la carretera L-303, dominada per la presència de magatzems de diferents especialitats. Edifici entre mitgeres, de planta rectangular amb tres nivells i coberta de dues aigües amb cerener perpendicular a la façana principal. La porta d'accés al magatzem és de tipus cotxera i està situada al centre de la façana, ocupant tot el primer nivell i part del segon, on té un remat trapezoidal. Tota la portada està emmarcada amb maó, enllaçant amb la cornisa que divideix els baixos del primer pis. A banda i banda de la porta central s'obren dues portes -una de les quals està tapiada que presenten remat amb arc de mig punt emmarcat amb maó i amb els terços superiors oberts i decorats amb sengles reixes. Al primer pis s'obren tres finestrals -el central més petit, ja que els dels extrems devien tenir balcó anteriorment. De línies rectes i igualment emmarcades amb maó, les tres obertures romanen tapiades amb ceràmica vidriada. L'edifici va ser transformat i ja no té el forjat del primer pis. Finalment, una cornisa de maó separa la primera planta de la zona de golfes, amb tres obertures romboidals igualment emmarcades amb maó. El paredat de la planta baixa és a base de carreus regulars i ben escairats, i a la resta està estucat amb un color blau clar, en contrast amb el blau fosc de la ceràmica vidriada.